# Тарабини, Анибаль
Робе́рто Ани́баль Тараби́ни (исп. Roberto Aníbal Tarabini; род. 4 августа 1941, Ла-Плата — 21 апреля 1997, Берасатеги) — аргентинский футболист, нападающий. Наиболее известен по выступлениям за «Индепендьенте», в составе которого дважды стал чемпионом Аргентины.

## Биография
Начинал карьеру в клубе «Эстудиантес» из родной Ла-Платы. Не сумев закрепиться в его составе, молодой форвард перешёл в команду второго дивизиона «Темперлей», где выступал три года. Затем был приглашён в «Индепендьенте», где и провёл свои лучшие годы, был одним из ведущих игроков клуба, наряду с Раулем Бернао, Луисом Артиме, Эктором Ясальде и Хосе Омаром Пасторисой, за четыре года выиграл два чемпионских титула. Затем играл за «Боку Хуниорс» и мексиканский «Торреон». Последним клубом в его карьере стал «Монако».
Тарабини был игроком сборной Аргентины. Был включён в заявку на ЧМ-1966, однако на поле не вышел; аргентинцы на том турнире уступили англичанам, будущим чемпионам, в 1/4 финала.
Одно время после завершения карьеры Тарабини был ассистентом тренера Пасторисы, с которым они вместе играли за «Индепендьенте» и «Монако».
Анибаль был женат, у него было три дочери — Аналия, Патрисия и Лорена. Патрисия стала профессиональной теннисисткой, она бронзовый призёр Олимпиады в Афинах (2004) среди женских пар и победитель Ролан Гаррос (1996) среди смешанных пар.
21 апреля 1997 г. Анибаль Тарабини погиб в автокатастрофе в городе Берасатеги под Буэнос-Айресом.

## Достижения
- Двукратный чемпион Аргентины: 1967 (Насьональ), 1970 (Метрополитано) («Индепендьенте»)
- Финалист Кубка Франции: 1973/74 («Монако»)